# 일요일 아침
일요일 아침 유지원입니다는 대한민국의 방송국인 한국방송공사의 라디오 채널 KBS 해피FM(수도권 106.1MHz AM 603KHz)에서 오전 5시부터 오전 8시까지 방송하는 라디오 방송이며 2011년 KBS라디오 가을개편으로 신설된 프로그램이다.
진행자 유지원 아나운서는 개편 전에는 일요일 오전 7시부터 8시까지 지금은 웰빙시대를 진행했었다. 2013년 4월 7일 자로 2년 만에 폐지되었다.

## 같이 보기
- KBS
- KBS 해피FM

| KBS 2라디오(Happy FM)         | |                                                                     |
| 이전                          | 활기찬 새아침 김성은입니다 (월~토) 김광진의 경제포커스 (월~토) 일요일 아침 유지원입니다(일)                     | 다음                                                                |
| 여기는 KBS 제2라디오 Happy FM | 활기찬 새아침 김성은입니다 (월~토) 김광진의 경제포커스 (월~토) 일요일 아침 유지원입니다(일)                     | 김광진의 경제포커스 (1부) (월~토) 라디오 독서실 (일)                |
| 새벽 4시 54분 ~ 아침 5시      | 아침 5시 ~ 오전 7시 (활기찬 새아침) 오전 7시 10분 ~ 오전 8시 (경제포커스 1부) 아침 5시 ~ 오전 8시 (일요일 아침) | 오전 8시 5분 ~ 오전 9시 [경제포커스 2부 (월~토),라디오 독서실 (일)] |
|                               | |                                                                     |